# سانج يونج جروب
سانج يونج جروب هي مجموعة أو مجموعة شركات مقرها كوريا الجنوبية. سانج يونج ، ترجمتها حرفيا ، تعني «التنين المزدوج». تم تفكيكها إلى حد كبير بسبب الأزمة المالية في شرق آسيا في عام 1997. واضطرت التشايبول ( تكتل شركات ) إلى بيع أو التخلي عن السيطرة في العديد من مصالحها الفرعية بما في ذلك شركة سانج يونج موتور ؛ شركة سانج يونج للورق. ، التي تسيطر عليها الآن شركة هانكوك بي&جي ، سانج يونج لصناعات الأسمنت المحدودة ، كانت مملوكة لشركة الشحن ، أفروأسيا ؛ منتجع يونجبيونج و سانج يونج للصناعات الثقيلة و سانج يونج للصناعات الدقيقة. و سانج يونج الهندسية و الإنشاءات المحدودة و ريفرسايد ، التي تسيطر عليها الآن شركة تكساس للصناعات. و سانج يونج لتكرير النفط.
شركة سانج يونج لصناعات الأسمنت هي الآن الشركة الأساسية في ما تبقى من مجموعة سانج يونج. أكبر مساهم في صندوق الأسهم الخاصة الكوري هان & شركاه . الشركات التابعة الرئيسية لشركة سانج يونج لصناعات الأسمنت هي سانج يونج ريمكون.

## وصلات خارجية
- موقع سانج يونج جروب